# Chiesa di San Remigio (Vimodrone)
La chiesa di San Remigio la parrocchiale di Vimodrone, in città metropolitana e arcidiocesi di Milano; fa parte del decanato di Cologno Monzese

## Storia
Probabilmente una cappella dedicata a san Remigio esisteva già nell'Alto Medioevo, anche se la prima citazione che ne certifica la presenza è contenuta nella bolla di papa Alessandro III del 30 marzo 1169, in cui si legge che era filiale della matrice di San Giuliano, a sua volta dipendente dalla pieve di Monza.
Dal Liber Notitiae Sanctorum Mediolani, redatto nel Basso Medioevo da Goffredo da Bussero, si apprende che la chiesetta vimodronese dipendeva dalla pieve di Gorgonzola; venne eretta a parrocchiale nel 1578.
Nel 1753 l'arcivescovo Giuseppe Pozzobonelli, compiendo la sua visita pastorale, trovò che la parrocchiale, in cui aveva sede la confraternita del Santissimo Sacramento, aveva come filiali gli oratori di San Giuseppe e della Beata Vergine del Pilastrello e che i fedeli erano 550; il presule, rilevando le cattive condizioni dell'edificio, suggerì di ricostruirlo.

Circa venti anni dopo iniziarono così i lavori di realizzazione della nuova parrocchiale, che fu portata a termine nel 1779; il campanile venne sopraelevato nel 1847.
Nella seconda metà degli anni trenta la chiesa fu ampliata, per poi venir riconsacrata il 28 aprile 1941 dall'arcivescovo Alfredo Ildefonso Schuster.
Con la riorganizzazione territoriale dell'arcidiocesi, nel 1972 la parrocchia passò dal vicariato di Segrate al decanato di Cernusco sul Naviglio, per poi essere aggregata nel 1988 a quello di Cologno Monzese.

## Descrizione
La facciata a capanna della chiesa, che guarda a ponente, è suddivisa da una cornice marcapiano modanata in due registri, entrambi tripartiti da quattro lesene; quello inferiore presenta il portale d'ingresso architravato, mentre quello superiore è caratterizzato da una finestra e coronato dal timpano di forma semicircolare.
Annesso alla parrocchiale è il campanile a base quadrata, spartito in più ordini; la cella presenta una monofora su ogni lato ed è coronata dalla cupoletta poggiante sul tamburo di forma semicircolare. 
L'interno dell'edificio si compone di un'unica navata, che interseca il transetto; al termine dell'aula si sviluppa il presbiterio, a sua volta chiuso dall'abside semicircolare. 